# 白滨藜
白滨藜（学名：Atriplex cana）为苋科滨藜属的植物。分布于哈萨克斯坦、西伯利亚以及中国大陆的新疆等地，生长于海拔400米至1,400米的地区，见于半荒漠、干旱山坡以及湖边。